# سيريتو لوميلينا (بافيا)
سيريتو لوميلينا (بالإيطالية: Ceretto Lomellina)‏ هي بلدة تقع في مقاطعة بافيا بإقليم لومبارديا في شمال إيطاليا. تبلغ مساحة هذه المدينة 7.4 (كم²)، وترتفع عن سطح البحر م، بلغ عدد سكانها 228 نسمة في عام 2004 حسب إحصاء المعهد الوطني للإحصاء.

## السكان
في سنة 1861 بلغ عدد السكان 682 نسمة، وتطور العدد ليصل في سنة 2011 لـ 205 نسمة.
يظهر هذا المخطط البياني تطور النمو السكاني لـ سيريتو لوميلينا (بافيا)